# Roman Kresta
Roman Kresta (ur. 24 kwietnia 1976) – czeski kierowca rajdowy.
W Rajdowych Mistrzostwach Świata po raz pierwszy wystartował w 2001 w Rajdzie Akropolu. Wcześniej osiągał znaczne sukcesy w swoim kraju gdzie został dwukrotnie mistrzem (2000 i 2001) w Škodzie Octavii. Później przesiadł się do samochodu najwyższej klasy rajdowej. W 2002 i 2004 startował wraz z zespołem Škody, który brał ograniczony udział w Mistrzostwach Świata. W 2003 startując w prywatnym Peugeocie zajął 8 pozycję w Rajdzie Wielkiej Brytanii.
Licząc statystyki do końca 2004, nie są one imponujące. W licznych startach zdobył tylko 1 punkt. Jednak w sezonie 2005 zdobył 29 punktów.
Sezon 2005: 29 punktów

5. miejsce: Rajd Korsyki

5. miejsce: Rajd Katalonii